# 墨爾本電車16號線
墨尔本16路有轨电车是墨尔本有轨电车网络中的一条线路。这条线路的起点和终点分别是墨尔本大学和基尤，使用马尔文电车调度站作为电车的停车场和线路的调度站。16路有轨电车的路线长度共有20.2公里。目前，墨尔本有轨电车的运营商雅拉电车公司为该线路配备的电车是Z和D级电车。

## 线路历史
1936年4月26日，作为为墨尔本的不伦瑞克区修建有轨电车线路的计划的一部分，16路电车首次开始了它在从墨尔本市中心经斯旺斯顿街到圣基尔达海滩之间的运营。最早的16路电车和在此之前从悉尼路上始发的电车共同使用经斯旺斯顿街开往南郊的电车轨道。 而后，16路的北端终点站被延申到科堡，而南端终点站依然是圣基尔达海滩。1936年，电车的北端终点站被设置在了维多利亚街，尔后又于1991改为在昆斯伯里街的交叉路口。不过由于城北的十字路口在高峰时段异常拥堵，一些电车转向不便的电车只能继续向北开往墨尔本大学的电车站方能掉头。于是，1996年1月17日，16路电车的终点站正式被延申到墨尔本大学，墨尔本大学的电车站也进行了一些相应的扩建。几乎在同一时期，16路有轨电车从夜间停班改为全日制运行。当时，虽然16号有轨电车只从圣基尔达海滩经斯旺斯顿街北上到墨尔本大学，但实际上大多数电车在抵达墨尔本大学后，会改挂15路电车的牌子，并作为电车继续向北一直行驶到莫兰德。不过随着1995年4月2日15路有轨电车路线的取消，这一段路线也宣告停运并由全日运行的22路电车取而代之。 2004年10月16日，16 路电车兼并了原来从圣基尔达海滩开行至基尤的69路电车，定格了现如今从墨尔本大学到基尤的运行线路。    

## 调度站和电车型号
16路电车隶属于马尔文电车调度站，配备有Z和D级电车。   